# Éric Toussaint
Éric Toussaint é um cientista político e historiador belga.
Éric Toussaint é PhD em Ciência Política pela Universidade de Liège (Bélgica) e pela Universidade Paris VIII (França). É conferencista senior da Universidade de Liège, presidente do Comité para a Anulação da Dívida do Terceiro Mundo (uma rede internacional com base em Liège) CADTM, membro do Conselho Internacional do Fórum Social Mundial desde a sua fundação, em 2001. No Equador, participou da Comisión Presidencial de Auditoría Integral del Crédito público, cujo trabalho levou à anulação de cerca de 70% da dívida externa do país. Também é membro do Comitê Científico da Attac-França e do conselho editorial da revista do comitê  da rede científica da Attac-Bélgica e da Secretaria Internacional da Quarta Internacional Quarta Internacional (pós-reunificação).
Toussaint defende a anulação da dívida do Terceiro Mundo e é um crítico da atuação do Banco Mundial.